# Пенка Цанева-Бленика
Бленика (справжнє ім'я та прізвище — Пенка Денева Цанева болг. Пенка Цанева-Бленика); нар. 8 лютого 1899, м. Тутракан (нині Сілістринської області, Болгарії — пом. 19 грудня 1978, Софія) — болгарська письменниця і перекладачка. Членкиня Спілки болгарських письменників.

## Біографія
Закінчила факультет слов'янської філології Софійського університету (1925).
В студентські роки стала публікувати свої перші вірші в журналі «Рівність» («Равенство»; 1919, 1920). Пізніше співпрацювала з часописами «Вестник на жената», «ЛИК», «Литературен час», «Съвременник», «Изкуство и критика», «Литературен фронт», «Жената днес», «Септември».
У 1937—1946 роках працювала вчителем болгарської мови в Софії, редактором журналу «Жената днес».
Авторка книг «Брегове» (1932), «Білий птах» (1937), «Срібні руки» (1943), «На пост» (1952), «Лірика» (1960), «Дорога до зірок. Ліричний вірш» (1964), «Роздуми. Вибрані вірші» (1976), «Вибрані вірші» (1979), «Край білого Дунаю. Спогади» (1987), «Вибрані переклади» (1990).
Займалася перекладом болгарською мовою творів українських, чеських, словацьких, сербських, хорватських, польських та російських поетів.
Особливе місце в її діяльності займають переклади О. С. Пушкіна, М. Ю. Лермонтова, А. Міцкевича, Ї. Волькера, Д. Тадияновича, Д. Максимович та інших.
Чоловік — літературознавець, історик літератури й критик, академік Георгі Цанєв.